# Sybra modesta
Sybra modesta là một loài bọ cánh cứng trong họ Cerambycidae.